# Llista de colles de diables

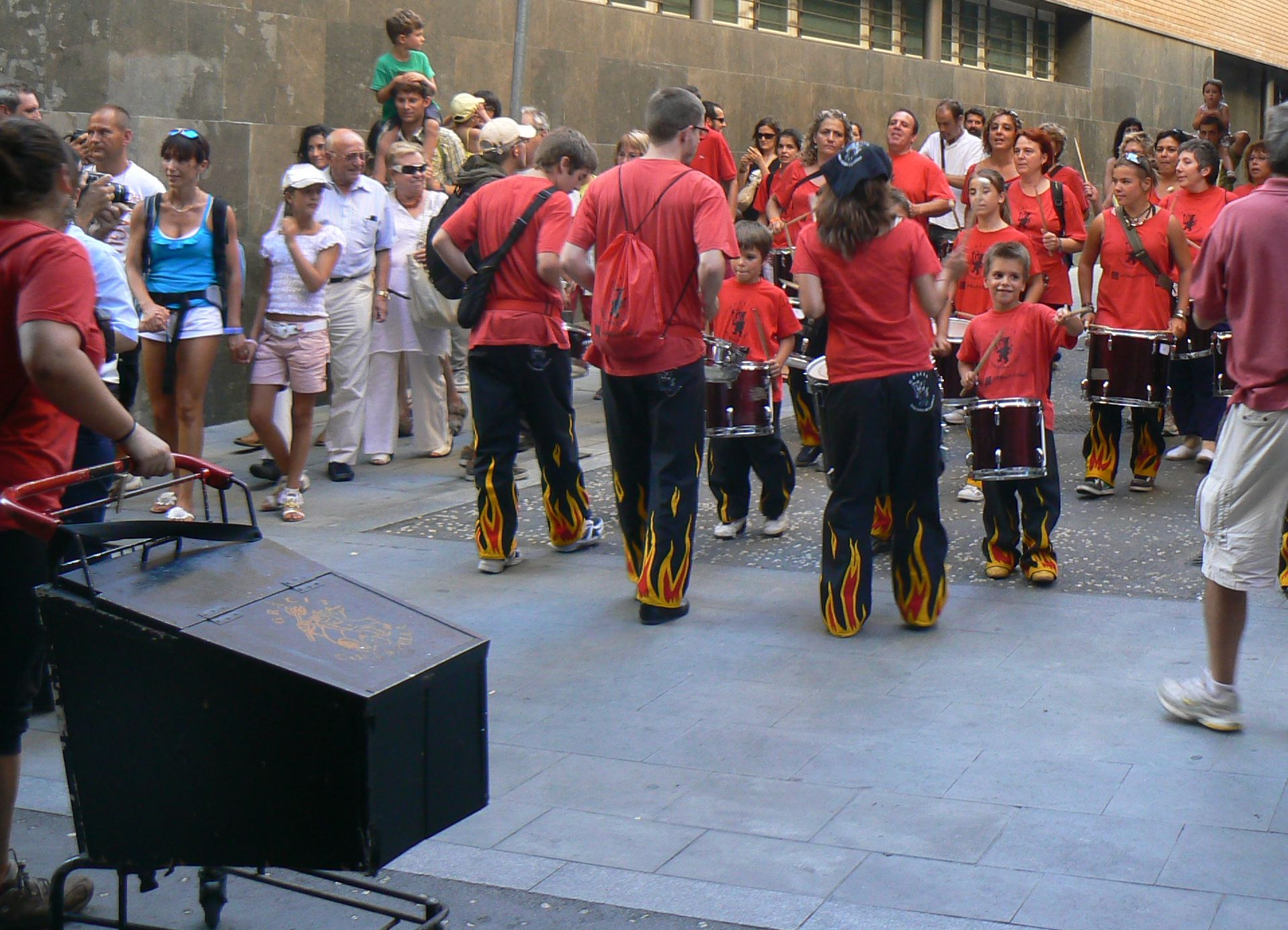
Correfoc infantil

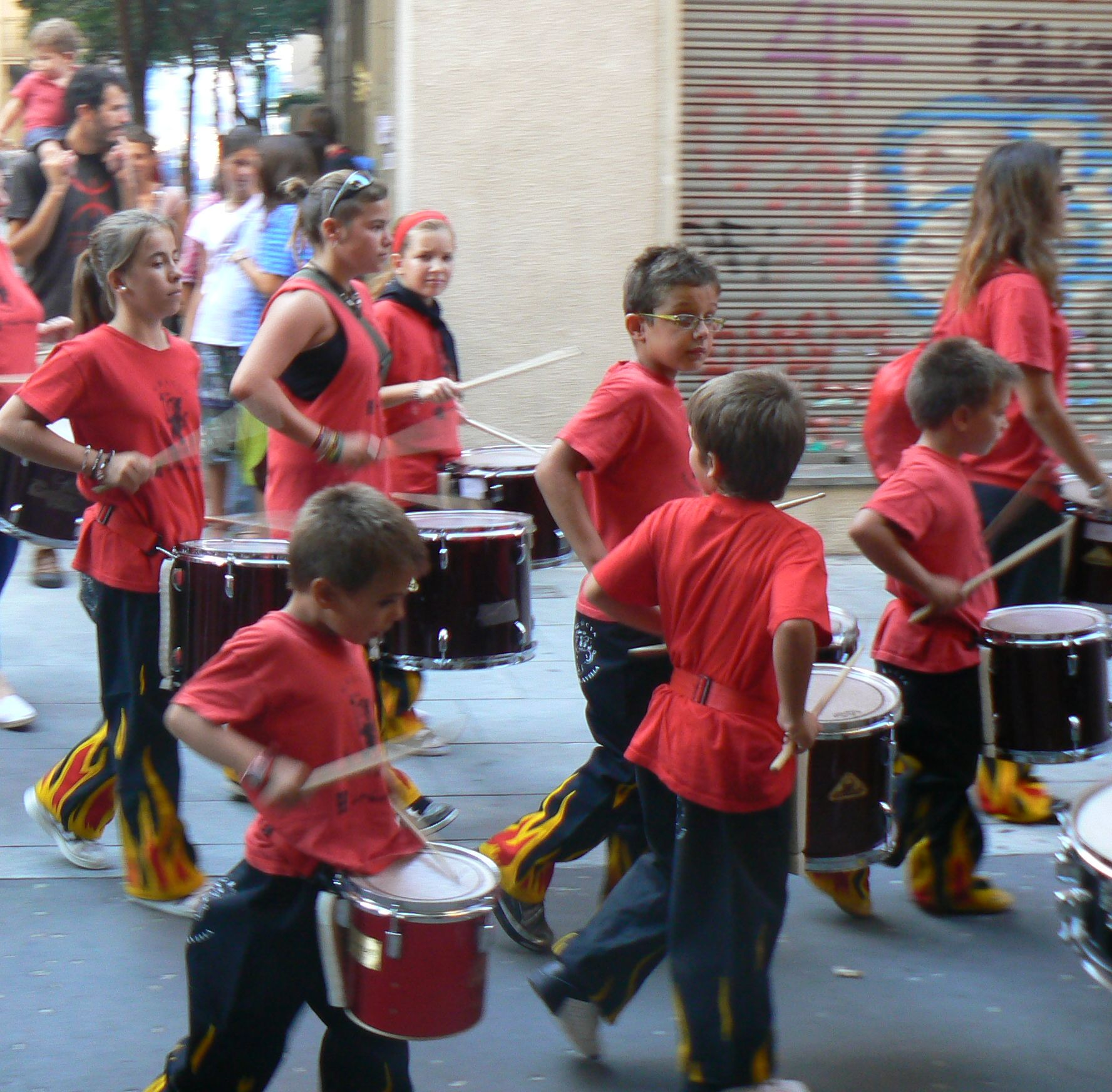
Timbalers al correfoc infantil de les festes majors del barri de Gràcia, 2010.

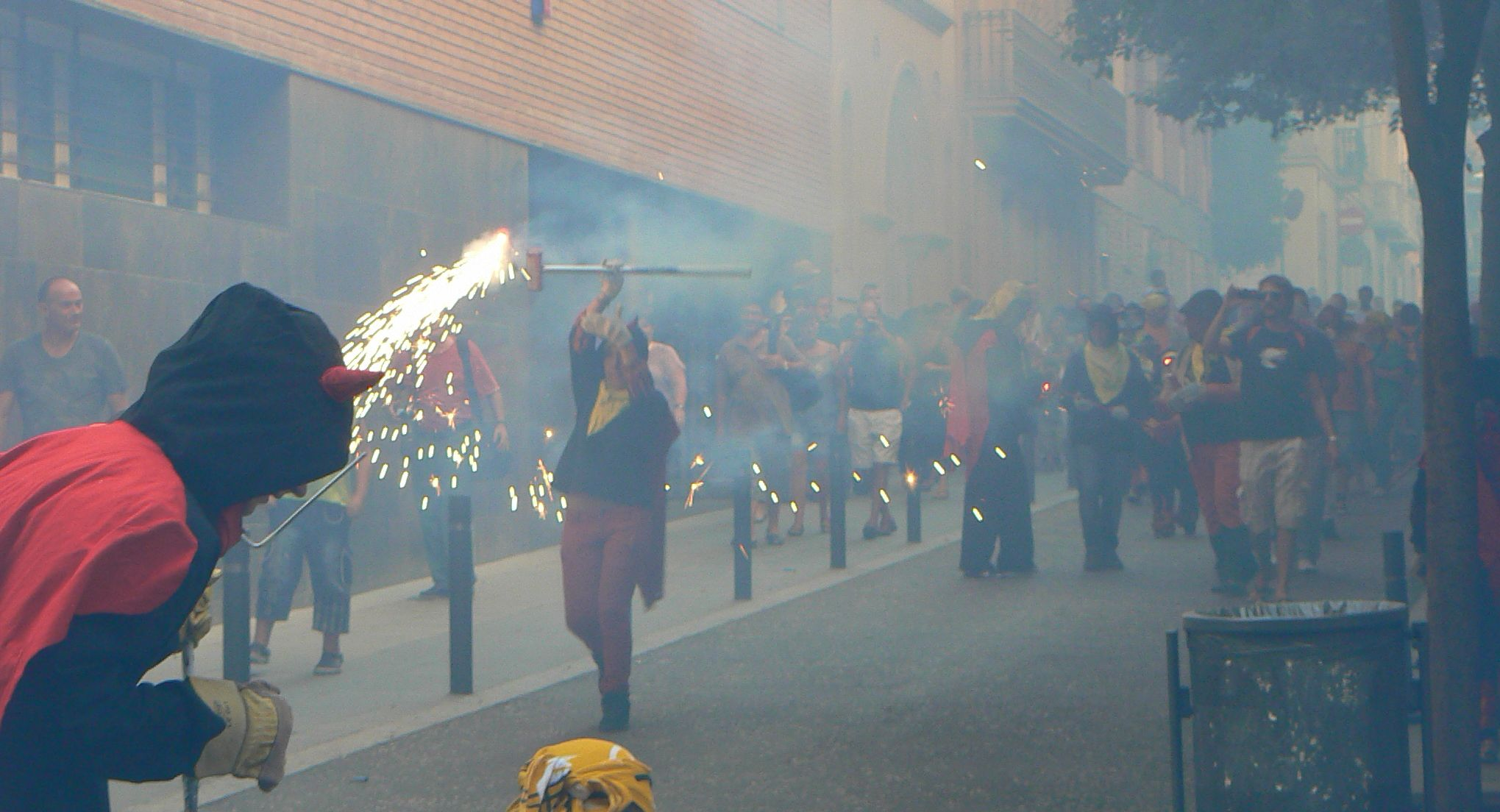
Diables al correfoc infantil de les festes majors del barri de Gràcia, 2010.

En aquesta pàgina s'hi troba una llista amb la majoria de colles de diables dels Països Catalans.
Els Països Catalans tenen una gran tradició de festes del foc i, arran d'això, a part dels balls de diables tradicionals, s'han creat moltes colles de diables que es dediquen als moderns correfocs.

## Primera Trobada de Diables i Dimonis dels Països Catalans
El dissabte 1 de febrer de l'any 2003, Vila-seca acollí la Primera Trobada de Diables i Dimonis dels Països Catalans. El municipi del Tarragonès i la colla amfitriona, el Ball de Diables de Vila-seca, acolliren 124 colles i balls de diables, del Principat de Catalunya (inclosa la Catalunya nord), del País Valencià i de les Illes Balears. Més de 3500 persones, 1000 kg de pólvora, 2000 sortidors, 3000 botafocs i més de 62000 carretilles; amb les 124 colles distribuïdes en 8 recorreguts diferents i simultanis; converteix aquesta trobada en la més gran feta mai en la història de la cultura del foc.

## Primer Concurs d'Enceses
El 10 de març de 2018 es va celebrar a Picamoixons (Alt Camp) el Primer Concurs d'Enceses de Catalunya. Un total d'onze colles de diables van participar d'aquesta festa del foc a l'Hort del Llop, en què després de dues rondes la Colla de Diables i Tambors Lo Golafre de Tortosa es feu amb la victòria, seguida de la Colla de Diables de Riudoms i La Vella de Gràcia en segona i tercera posició respectivament.
En aquesta llista només hi ha les colles que fan correfocs:

## Illes Balears
Font:
- 1993 a Sant Joan. Mallorca, Diables de Sant Joan
- 1996 a Sóller, Mallorca, Esclatabutzes, dimonis sollerics
- 1998 a Alaró, Mallorca, Ball de dimonis d'Alaró
- ? a Sa Pobla, Mallorca, Dimonis d'Albopàs
- 2001 a Santa Margalida, Mallorca, Dimonis de Hiachat
- 2002 a Esporles, Mallorca, Colla de Dimonis Bocsifocs
- 2003 a Campos, Mallorca, Esquitxafoc
- 2004 a Felanitx, Mallorca, Dimonis a Lloure
- 2004 a Vila d'Eivissa, Eivissa, Colla de dimonis i bruixes, Es Mals Esperits d'Eivissa
- 2005 a Muro, Mallorca, Dimonis de sa Pedrera
- 2005 a Manacor, Mallorca, Manafoc
- 2005 a Mancor de la Vall, Dimonis de Mancor
- 2008 a Montuïri, Mallorca, S'Esbart d'En Moiana
- 2008 a Palma, Mallorca, Dimonis Trafoc
- 2008 a Binissalem, Mallorca, Sa Fil·loxera de l'Infern
- 2008 a Son Sardina, Palma, Mallorca, Enfocats
- 2010 a El Molinar, Palma, Mallorca, Kinfumfà Dimonis (2015, creació de la seva batucada, Kintrofà Batucada)
- 2010 a Vilafranca de Bonany, Mallorca, Boiets de Foc.
- 2011 al Secar de la Real, Palma, Mallorca, Realment Cremats
- 2020 a Palma, Mallorca, Incubus Dimonis

## País Valencià
Font:
- 1989 a Vinaròs - Baix Maestrat, Dimonis de Vinaròs,
- 1990 a Castelló de la Plana, Botafocs.Ball de Dimonis,
- 1991 a Benimaclet - l'Horta, Dimonis de Benimaclet,
- 1991 a Massalfassar - l'Horta, Colla de Dimonis de Massalfassar(Activa)
- 1995 a Bocairent - Vall d'Albaida, Dimonis de Darrere la Vila
- 1995 a Quartell - Camp de Morvedre, Dimonis la Corbella
- 1995 a L'Alqueria d'Asnar - El Comtat, Dimonis Rafolins(Activa)
- 1997 a Alboraia - l'Horta, Dimonis de l'Avern(Activa)
- 1993 a Banyeres de Mariola - L'Alcoià, Colla de Dimonis La Quarantamaula(Activa)
- 1999 a Terrateig - Vall d'Albaida, Correcagarneres(Activa)
- 1999 a Simat de la Valldigna, Dimonis Fem Fredat
- 1999 a Beneixama - Alt Vinalopó, Dimonis Emplomats(Activa)
- 2004 a Ondara - la Marina Alta, Correfocs la Mulafera
- 2004 a Campanar (València) - l'Horta, Dimonis Socarrats(Activa)
- 2005 a Pedreguer (La Marina Alta), Coet i Corda.
- 2006 a Sagunt - el Camp de Morvedre, Diabòlica de Morvedre(Activa)
- ? a Ontinyent - Vall d'Albaida, Dimonis de Sant Rafel
- ? a La Font d'en Carròs - la Safor, Ingavà
- ? a Alcoi - l'Alcoià, l'Endimonià
- ? a Mutxamel - l'Alacantí, Colla de Dimonis de Mutxamel
- 2007 a l'Alcúdia - la Ribera Alta, Dimonis Enroscats(Activa)
- 2001 a Castelló de la Plana - la Plana Alta, Federació de Dimonis i Diables del País Valencià
- ? a Torreblanca - la Plana Alta, Kagaferro Torreblanquí
- 2009 a Morella- els Ports, Dimonis de Morella
- 2008 a Paterna - L'horta Oest, Federació Interpenyes Paterna
- 2009 a la Vall d'Uixó - la Plana Baixa, Els Dracs d'Uixó
- 2009 a Castelló de la Plana, Dimonis de la Plana
- ? a Picassent - l'Horta Sud, Dimonis de la Dalla
- ? a València - l'Horta, L'Infern Faller(Activa)
- 2002 a Mislata - l'Horta Dimonis de Mislata
- 2011 a L'Eliana - Camp de Túria, secció dimonis i diablesses de la "Penya el Coet Bufat"(Activa)
- 2012 a Xeraco "Penya foc seguit"(Activa)

## Catalunya
Font:
- (Activa) indica les colles que actualment estan actives

- 1710 a Vilanova i la Geltrú, Ball de Diables de Vilanova (Activa)
- 1882 a Sant Pere de Ribes, Ball de Diables de Ribes (Activa)
- 1977 a Barcelona, Diables del Clot (Activa)
- 1977 a El Pla del Penedès, Ball de Diables del Pla del Penedès (Activa)
- 1978 a Piera, Secció diables del Jovent de Piera (posterior Grup de Diables de Piera)
- 1979 a Castellar del Vallès, Colla de Diables de l'Esbart Teatral (Activa)
- 1979 al Vendrell, Ball de Diables del Vendrell (Activa)
- 1979 a Sant Sadurní d'Anoia, Diables de Sant Sadurní d'Anoia (des del 1987, Diables se m'n Refum)
- 1980 a Moja, Diables de Moja (Activa)
- 1980 a Piera, Grup de Diables de Piera (Activa)
- 1980 a Santa Margarida i els Monjos, Diables Spantus
- 1980 a Santa Oliva, Diables de Santa Oliva
- 1980 a vila-rodona, Diables de Vila-rodona
- 1981 a Abrera, Bram de Foc (Activa)
- 1981 a Sant Pere de Ribes, Ball de diables les Roquetes (Activa)
- 1981 a Barcelona, Diables i timbalers d'Itaca (Activa)
- 1981 a Barcelona, Diables de Sants (Activa)
- 1981 a Barcelona, Grup de Foc de Nou Barris
- 1981 a Gràcia, la vella de gràcia (Activa)
- 1981 a Santa Margarida i els Monjos, Ball de Diables de la Ràpita (Activa)
- 1981 a Les Gunyoles d'Avinyonet, Diables de les Gunyoles
- 1981 a Olesa de Montserrat, Diablots d'Olesa (Activa)
- 1981 a Reus, Diables de Reus (Activa)
- 1981 a Terrassa, Diables de Terrassa (activa)
- 1981 a Sant Boi de Llobregat Diables de Sant Boi (Activa)
- 1981 a el Masnou, Diables del Masnou (activa)
- 1981 a La Múnia, DIables Els Cremats de La Múnia (activa)
- 1982 a Alella, Diables del Vi d'Alella (Activa)
- 1982 a Barcelona, Diables de la Barceloneta, Diables de la Sagrera, Diables de Sant Andreu (Actives)
- 1982 a la Granada, Ball de Diables de la Granada (Activa)
- 1982 a Llorenç del Penedès, Ball de Diables de Llorenç del Penedès (Activa)
- 1982 a Gràcia, Diabòlica de Gràcia (Activa)
- 1982 a Martorell, Diables i Drac de Martorell
- 1982 a Sabadell, Ball de Diables de Sabadell (Activa)
- 1982 a Sant Feliu de Codines, Grup del Correfoc del Follet i la Fantasma (Activa)
- 1982 a Lleida, Diables de Lleida (Activa)
- 1983 a Mollet del Vallès, Ball de diables de Mollet del Vallès (Activa)
- 1983 al Prat de Llobregat, Colla de Diables del Prat (Activa)
- 1983 a Montornès del Vallès, Drac i Diables de Montornès (Activa)
- 1983 a Alcover, Bruixots d'Alcover
- 1983 a Alpens, Diables de Rocadepena
- 1983 a Badalona, Diables de Badalona (Activa)
- 1983 a Capellades, Dimonis de Capellades (Activa)
- 1983 a Castelldefels, Diables, Drac i Timbalers de Castelldefels (Activa)
- 1983 a Badalona, Drac Trempat (des de 2002 Badalona Bèsties de Foc) (Activa)
- 1983 a Sabadell, Diables de la Creu Alta de Sabadell (Activa)
- 1984 Sant Martí Sarroca, Diables Aristois (Activa)
- 1984 a Agramunt, Diables l'Espetec d'Agramunt (Activa)
- 1984 a Cornellà de Llobregat, Diables de Cornellà (Activa)
- 1984 a Barcelona, Trinifoc, Diables del Barri Gòtic
- 1984 a Borges del Camp, Diables de les Borges del Camp
- 1984 a Montblanc, Dimonis de Montblanc (Activa)
- 1984 a Sant Joan Despí, Grup de Diables de Sant Joan Despí
- 1984 a Terrassa, Diables de Sant Llorenç (Activa)
- 1984 a Tarragona, Ball de Diables de Tarragona (Activa)
- 1984 a Morell, Ball de diables del Morell (Activa)
- 1985 a Banyeres del Penedès, Diables de Banyeres del Penedès
- 1985 a El Coll a Barcelona, Malèfica del Coll (Activa)
- 1985 a Barcelona, Bruixes i Diables de Bon Pastor (Activa)
- 1985 a Barcelona, Diables del Carmel
- 1985 a La Bisbal d'Empordà, Dracs de la Bisbal (Activa)
- 1985 a Mollerussa, Diables ARF Mollerussa (Activa)
- 1985 a Poble Sec, Diables del Poble Sec
- 1985 a Ripollet, Diables de Ripollet (Activa)
- 1985 a la Selva del Camp, Diables de la Selva del Camp (Activa)
- 1985 a Tortosa, Lo Golafre
- 1985 a Valls, Diables de Valls
- 1985 a Vilabella, Diables de Vilabella
- 1985 a Granollers, Diables de Granollers (Activa)
- 1985 a Molins de Rei, Diables del Camell (Activa)
- 1986 a Tàrrega, Grup de Diables BAT
- 1986 a Manresa, Diables i Tabalers de Manresa (Activa)
- 1986 a Olot, Pim, Pam, Pum, Foc (Activa)
- 1986 a Pallejà, Dimonis de Pallejà
- 1986 a Tortosa, Llampec Nois
- 1986 a Barcelona, Basca infernal de Navas, Diables de Sant Antoni
- 1986 a Tona, Diables de Tona (Activa)
- 1987 a Torrelles de Foix, Ball de Diables de Torrelles de Foix (Activa)
- 1987 a Castellbisbal, Diables de Castellbisbal (Activa)
- 1987 a Barcelona, La Satànica de Sant Andreu (Activa)
- 1987 a L'Hospitalet de l'Infant, Diables de l'Hospitalet de l'Infant
- 1987 a L'Hospitalet de Llobregat, Skamot Diabòlik (Activa)
- 1987 a Sant Sadurní d'Anoia, Diables Se me'n Refum (Activa)
- 1987 a Badalona, Grup de Diables Kapaoltis (Activa)
- 1988 a Alforja, Diables d'Alforja
- 1988 a Breda, U9-7kou (Activa)
- 1988 a Vandellòs, Diables de Vandellòs
- 1988 a Olesa de Bonesvalls, Diables d'Olesa de Bonesvalls
- 1988 a Girona, Els Diables de l'Onyar (Activa)
- 1988 a Sant Feliu de Llobregat Diables de la Salut (Activa)
- 1989 a Sant Feliu de Llobregat Associació Diables Dracs Rojos (Activa)
- 1989 a Vila-seca, Ball de Diables de Vila-seca (Activa)
- 1989 a Molins de Rei, Diables de Molins de Rei, l'Agrupa (Activa)
- 1989 a L'Albera, Diables de l'Albera
- 1989 a Igualada, Mal Llamp
- 1989 a Salt, Diables d'en Pere Botero (Activa)
- 1989 a Barcelona, Diables de la Verneda (Activa)
- 1990 a L'Espluga de Francolí, Fills de Satanas de l'Spelunca Diabolica (Activa)
- 1990 a Sant Celoni, Colla de Diables de Sant Celoni, La Pell Del Dimoni (Activa)
- 1990 a Tarragona, Colla Diables Voramar del Serrallo (Activa)
- 1990 a Sant Cugat Sesgarrigues, Diables Sexes Foc (Activa)
- 1988 a Les Borges Blanques, Diables del Grup Recerca (Activa)
- 1991 a Corbera de Llobregat, Penya del Corb (Activa)
- 1992 a Calafell. Diables "Guaite'ls" de Calafell (Activa)
- 1992 a Bellvei, Drac i Diables de Bellveí
- 1992 a Cardona, Bruixes de Cardona
- 1992 a Riudoms, Diables de Riudoms
- 1992 a Caldes de Montbui, Ball de Diables de Caldes de Montbui (Activa)
- 1992 a Sant Pere de Ribes, Ball de Diables de Ribes Colla Jove (Activa)
- 1992 a Tordera, Colla de Diables de Tordera (Activa)
- 1992 a Terrassa, Diables de Ca n'Aurell (Activa)
- 1992 a Olesa de Montserrat, Custus Ignis (Activa)
- 1992 a Argentona (El Maresme) Diables d'Argentona (Activa)
- 1993 a La Seu d'Urgell, Diables de l'Alt Urgell (Activa)
- 1993 a Riba-Roja d'Ebre, "Figots Satanics" (Activa)
- 1994 a Cervera, Diables de Cervera - Carranquers (Activa)
- 1994 a Barcelona, Diables de Les Corts (Activa)
- 1994 a Barcelona, Cabrònica del Nord (Activa)
- 1994 a La Llacuna, Ball de Diables de La Llacuna (Activa)
- 1994 a Masquefa, Diables Pixafocs i Cagaspurnes
- 1994 a Avinyonet del Penedès, Diables Nefastus d'Avinyonet (Activa)
- 1995 a Sant Pere de Ribes, Ball de diables PETITS de les Roquetes (Activa)
- 1995 a Sant Quirze del Vallès, Diables de Sant Quirze (Activa)
- 1995 a Monistrol de Montserrat, Diables els Tronats (Activa)
- 1995 a El Perelló, Foc a la metxa (Activa)
- 1995 a Torroella de Montgrí, Els Ducs del Foc (Activa)
- 1995 a Rubí, Colla de Diables de la riera de Rubí (Activa)
- 1995 a Rubí, Colla de Diables de Rubí (Activa)
- 1996 a Parets del Vallès "DIABLES PARETS"(Activa)
- 1996 a Esparreguera, Colla de Diables d'Esparreguera (Activa).
- 1996 a Sant Andreu de la Barca, Colla de Diables Sant Andreu de la Barca
- 1996 a Badalona, Bufons del Foc (Activa)
- 1996 a Barcelona, Diables de Port (Activa)
- 1996 a Vallmoll, Ball de Diables de Vallmoll
- 1996 a Barcelona, Cabronets del Nord.(Activa)
- 1996 a Barcelona, Cabrònica del Nord. (Activa)
- 1996 a Barcelona, Bocs de can Rosés (Activa)
- 1997 a Barcelona, Diables del Casc Antic de Barcelona (Activa)
- 1997 a Esplugues de Llobregat, Boc de Biterna (Activa)
- 1998 a Vallirana, Diables Banyuts de Vallirana (Activa)
- 1998 a Malgrat de Mar, Diables del Cul·lactiu de Joves de Malgrat.
- 1998 a Barcelona, Satànica del Cuca
- 1999 a Vallbona d'Anoia, Diables de Vallbona
- 1999 a Baó-Catalunya Nord, Diables i Bruixes del Riberal (Activa)
- 1999 a l'Hospitalet de Llobregat, KABRA
- 2000 a Cunit, Joves Diables de Cunit (Activa)
- 2000 a l'Hospitalet de Llobregat, Folcat Diabòlic
- 2000 a Sant Martí Sarroca, Petits Diables Aristois
- 2000 a Tortosa, Lucífers
- 2000 a Sant Climent de Llobregat, Fomarians
- 2000 a Banyoles,  Gàrgoles de Foc (Activa)
- 2001 a Bruc, Foc Senglar
- 2001 a Figueres, Revolta dels Diables
- 2001 a Pratdip, Diables de Pratdip
- 2002 a Barcelona, Fures de Can Baró
- 2002 a Barcelona, Diables de la Kinta Forka (Activa)
- 2002 a Cambrils, Els Cagarrieres
- 2002 a Torrelles de Llobregat, Colla de Diables de Torrelles (activa)
- 2003 a Puigcerdà, Diables de Puigcerdà
- 2003 a Bonastre, Aguilots de Bonastre
- 2003 a Mataró, Diables de Mataró (Activa)
- 2003 a Blanes, Diables Sa Forcanera de Blanes (Activa)
- 2004 a Vilanova i la Geltrú, Colla de Diables Tronats de Mar (Activa)
- 2004 a Manlleu, Serpents de Manlleu (Activa)
- 2005 a Castelló d'Empúries, Senyors del Foc (Activa)
- 2005 a La Bisbal del Penedès, Diables de la Bisbal del Penedès
- 2006 a Avià, Colla de Diables els Esclata Aglans (Activa)
- 2006 a La Garriga, A.C.R. Front Diabòlic La Garriga (Activa)
- 2006 a Barcelona, Diables d'Horta (Activa)
- 2006 a Castellbisbal,Potafocs (Activa) Colla Infantil
- 2006 al Catllar, Colla de Diables del Catllar (Activa)
- 2006 a Horta, Barcelona. Colla Diables d'Horta (Activa)
- 2007 a Gràcia, Barcelona. Malsons de la Vella (Activa)
- 2007 a L'Hospitalet de Llobregat, Fills de la Flama[Enllaç no actiu] (Activa)
- 2007 a Malgrat de Mar, Diables RatpenatsInfernals (Activa)
- 2007 a Portbou, Diables de l'Albera (Activa)
- 2008 a La Cellera de Ter, Diables de Puig d'Afrou (Activa)
- 2008 a Almoster, Diables d'Almoster
- 2008 a Barcelona, Bestialots Espurnats de la Sagrada Família (Activa)
- 2008 a Sant Fruitós de Bages, Asmodaics & Goliaters Colla de diables de Sant Fruitos (Activa)
- 2008 a Sabadell, Colla de diables "Sentinelles d'Arkëmis (Activa)
- 2008 a la Pobla de Mafumet, Ball de Diables els 7 Pecats Capitals de la Pobla de Mafumet (Activa)
- 2009 a La Llagosta, Les Llagostes de l'Avern (Activa)
- 2009 a Barcelona, relleu a Diables de la Verneda - SucspirArt (Activa)
- 2009 a Sant Antoni de Vilamajor, Barcelona, els Bocs i Diables de Sant Antoni de Vilamajor (Activa) (amb secció de tabals)
- 2010 a Barcelona Escuats de la Malefica del Coll (Activa)
- 2011 a Rubí, Colla de diables Rubeo Diablorum (Activa)
- 2011 a Palamós, Dimonis de la Fosca (Activa)
- 2012 a Barcelona, Colla de Diables del Mercadal Infernal (Activa)
- 2012 a Calella, Colla de Diables, Udols de Foc[Enllaç no actiu] (Activa)
- 2012 a Barcelona, Congregació diabòlica del Congrés (Activa)
- 2012 a Barcelona, Socarrimats de l'Infern (Activa)
- 2012 a Terrassa, Colla JOVE diables de Sant Llorenç (Activa)
- 2012 a Terrassa, Diabòlics d'Ègara (Activa)
- 2012 a Montbrió del Camp, Consellers de l'Avern. (Activa)
- 2012 a Arenys de Mar i Arenys de Munt, colla Diables Socarrimats (Activa)
- 2013 a La Canonja, Ball de Diables de la Canonja (Activa)
- 2013 a Sant Pere de Riudebitlles, Riudefoc (Activa)
- 2014 a Esterri d'Àneu " Colla de diables Valls d'Àneu" (Activa)
- 2014 a Vilanova del Vallès, Focerrats de Vilanova del Vallès (activa)
- 2014 a Molins de Rei, Dimonis de Molins de Rei (activa)
- 2014 a Collbató, Colla de Diables Salnitrats de Collbató. (Activa)
- 2015 a Barcelona, Colla de Diables de Montbau. (Activa)
- 2015 a Sentmenat, Sencremats Diables. (Activa)
- 2016 a Barcelona, Guspires de Sant Martí (Activa) Colla Infantil
- 2017 a Les Borges Blanques, Borjuts, Diables del Les Borges Blanques. (Activa)
- 2017 a Carme, Ball de Diables de Carme (Activa)
- 2020 a Castellbell i el Vilar, Colla Diables els Resistents. (Activa)